# Pierre Montet

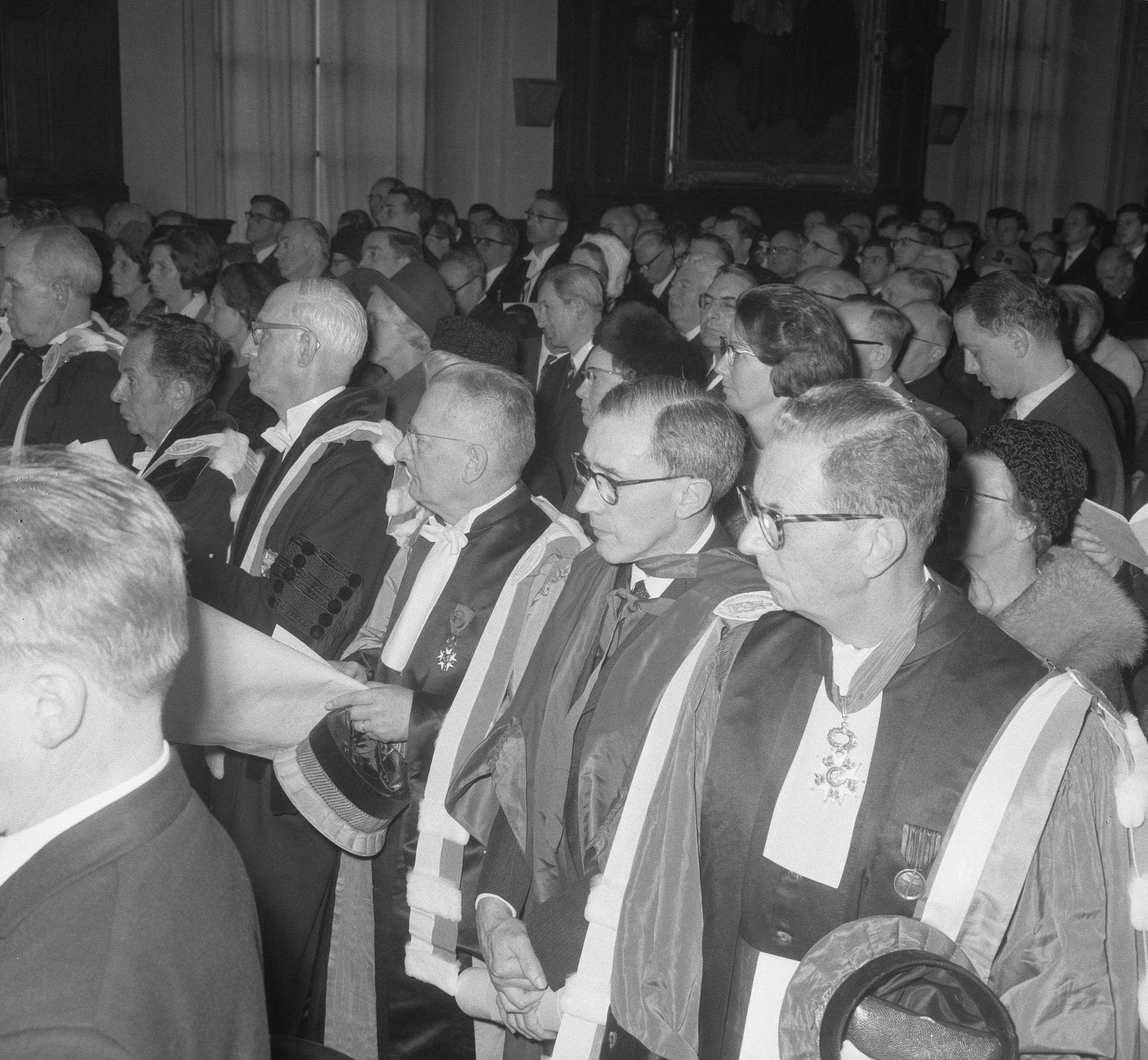
Montet (Leuven, 1966)

Pierre Montet (Villefranche-sur-Saône, 27 juni 1885 - Parijs, 19 juni 1966) was een Frans egyptoloog.
Montet startte in 1910 aan het Institut français d'archéologie orientale in Caïro.
Hij is vooral bekend vanwege zijn vondst in een expeditie in 1939, waarbij hij drie tombes met de farao's Psusennes I, Amenemope en Sjosjenq II ontdekte. In mei 1940 keerde hij terug naar Frankrijk omwille van de Duitse inval in zijn thuisland, alwaar hij zijn familie trachtte te beschermen. Later doceerde hij nog aan het Collège de France in Parijs tussen 1948 en 1956. Hij werd verkozen aan het Institut de France als lid van de Académie des inscriptions et belles-lettres die hij ook enige tijd voorzat. Hij werd gepromoveerd tot doctor honoris causa aan de Katholieke Universiteit Leuven op Maria-Lichtmis, 2 februari 1966 en overleed te Parijs op 19 juni 1966.
- Bibsys: 99067594
- Biblioteca Nacional de España: XX991995
- Bibliothèque nationale de France: cb119166512 (data)
- Catàleg d'autoritats de noms i títols de Catalunya: 981058513695306706
- CiNii: DA00430655
- Gemeinsame Normdatei: 117133914
- International Standard Name Identifier: 0000 0001 2121 4129
- Library of Congress Control Number: n50004245
- Nationale Bibliotheek van Letland: 000026070
- Base Léonore: 19800035/699/79883
- Bibliotheek van het Japanse parlement: 00450375
- Nationale Bibliotheek van Tsjechië: xx0240610
- Nationale bibliotheek van Australië: 35359565
- Nationale Bibliotheek van Israël: 987007462934505171
- Nationale Bibliotheek van Polen: a0000002025306
- Nationale en Universitaire bibliotheek Zagreb: 000053458
- Nederlandse Thesaurus van Auteursnamen: 069799644
- PIC: 292671
- Réseau des bibliothèques de Suisse occidentale: 02-A003605606
- Istituto Centrale per il Catalogo Unico: RAVV034627
- LIBRIS: 275325
- Système universitaire de documentation: 02703612X
- Trove: 924812
- Virtual International Authority File: 14774174
- WorldCat: E39PBJtH7TYryHh9w9dTRQr6rq